# Denisia stroemella
Denisia stroemella is een vlinder uit de familie sikkelmotten (Oecophoridae). De wetenschappelijke naam is voor het eerst geldig gepubliceerd in 1779 door Johann Christian Fabricius.
De soort komt voor in Europa.